# 寿春之战 (1244年)
寿春之战，南宋淳祐四年（蒙古帝国乃马真称制三年，1244年）九月，蒙宋战争中，蒙古军围攻宋朝寿春（今安徽省寿县）被南宋舟师击败。
宋理宗淳祐三年（1243年）因为蒙古军历次进攻两淮，多从淮河中游突破，淮东、西制置使李曾伯派庐州（今安徽合肥）义士軍都统王安领兵二万到寿春筑城。王安先砍伐边境十三万三千余棵树木，在城周围搭设串楼、排杈本，一面筑城，一面防备蒙古军袭击。
淳祐四年（1244年）春，蒙古派军从颍河进行攻击，破坏宋军筑城。马步军都元帅察罕率军围攻寿春，另一部前往涡河口阻击宋极军。三月十八日，宋侍卫马军副都指择使、知蕲州吕文德率军，节制镇江都统刘虎和京湖安抚制置使孟珙所部，援救寿春。吕文德率军沿长江流下，三月廿六日，抵达扬州，沿运河入淮河西上。刘虎已经率舟师击退了涡河口的蒙古军，数天后，吕文德到达，继续西进。四月十四日，到达洛口（今安徽淮南东北），被蒙古军所阻。相持到五月初三，淮河水位上升，宋军舟师可以前进，连败蒙古军，到达寿春附近。五月初九，与蒙古军水陆交战。蒙古军为阻挡宋朝援军，在淮河上架设浮桥，两岸筑了土坝，安放弩炮。宋军奋战，吕文德和部将夏贵定计，派先锋军夜击蒙古围城军，一部兵袭蒙古营寨。夏贵一鼓作气，平定蒙古军营，打通补给线，令护送米粮的宋军登岸撒米前进，一直到寿春城下，造成米粮已经入城的假像，动摇了蒙古军的攻城决心。同时，宋朝舟师每人手持两囊砖石，两两相系，投掷在浮桥上,将桥压沉水底。宋军兵船三日激战，吕文德率授軍入城，守城軍士气大振。五月十三日，吕文德又率军出城击退蒙古军。蒙古军攻城七十天不克，于是撤军北还。